# ويليام د. بايرون
ويليام د. بايرون (بالإنجليزية: William D. Byron)‏ هو سياسي أمريكي، ولد في 15 مايو 1895 في دانفيل في الولايات المتحدة، وتوفي في 27 فبراير 1941 في جونزبورو في الولايات المتحدة. حزبياً، نشط في الحزب الديمقراطي. وقد انتخب عضو مجلس النواب الأمريكي.